# Cantone di Saintes-Nord
Il Cantone di Saintes-Nord era una divisione amministrativa dell'arrondissement di Saintes.
A seguito della riforma approvata con decreto del 27 febbraio 2014, che ha avuto attuazione dopo le elezioni dipartimentali del 2015, è stato soppresso.

## Composizione
Comprendeva parte della città di Saintes e i comuni di:
- Bussac-sur-Charente
- Le Douhet
- Fontcouverte
- Saint-Vaize
- Vénérand